# Caldana
Caldana est une frazione de la commune de Gavorrano, province de Grosseto, en Toscane, Italie. Au moment du recensement de 2011 sa population était de 906 habitants.
Le hameau est situé dans la Maremme grossetaine, à 28 km de la ville de Grosseto.

## Histoire
La ville a été construite avant le XIe siècle comme possession des évêques de Roselle, qui l'ont ensuite cédée aux moines de l'Abbazia di San Bartolomeo a Sestinga (it). À l'origine, la localité s'appelait Caldana di Ravi, compte tenu de son importance secondaire par rapport au centre voisin.
Au cours des siècles suivants, il devint la propriété de la famille Pannocchieschi, avant de passer sous le contrôle de la république de Sienne. Au milieu du XVIe siècle, Caldana est rattachée au grand-duché de Toscane, à la suite de la chute de la république siennoise. Il a ensuite été inféodé d'abord aux Bellanti puis aux Austini, une famille siennoise du district de Selva, puis aux riches familles de la région entre la fin du XVIe siècle et la seconde moitié du XVIIIe siècle : les Suarez, les Bichi et les Chigi. A cette dernière famille succédèrent définitivement les Lorrains avec le retour de Caldana parmi les possessions grand-ducales.

## Monuments
- Église San Biagio (XVIe siècle), attribuée à Antonio da Sangallo le Vieux
- Oratoire de Sant'Antonio da Padova, construit en 1670
- Murailles de Caldana : construites au haut Moyen Âge pour défendre le village historique, ils ont une forme quadrangulaire, avec la présence, le long des murs, de quatre imposants bastions d'angle.

## Galerie

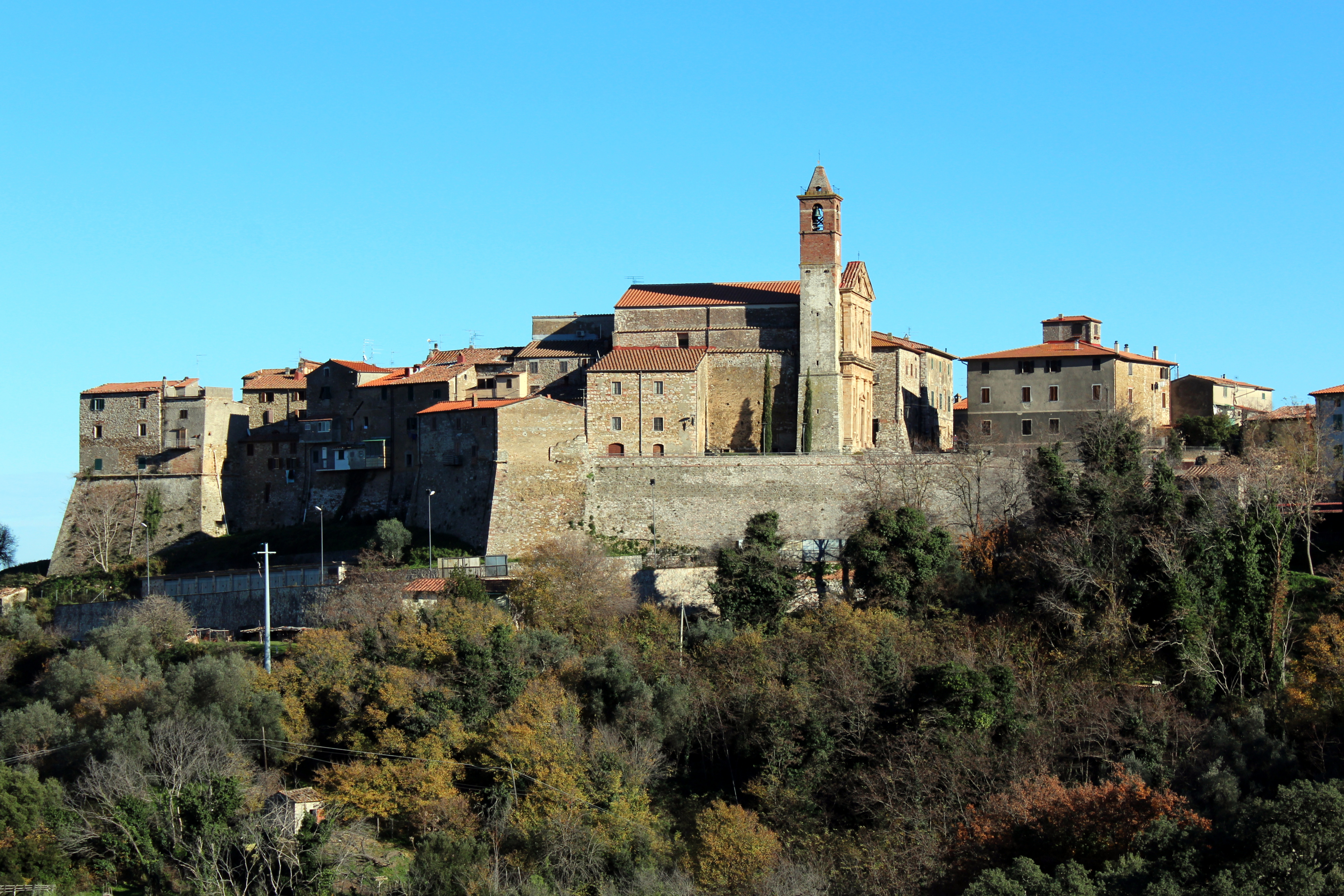
Centre historique
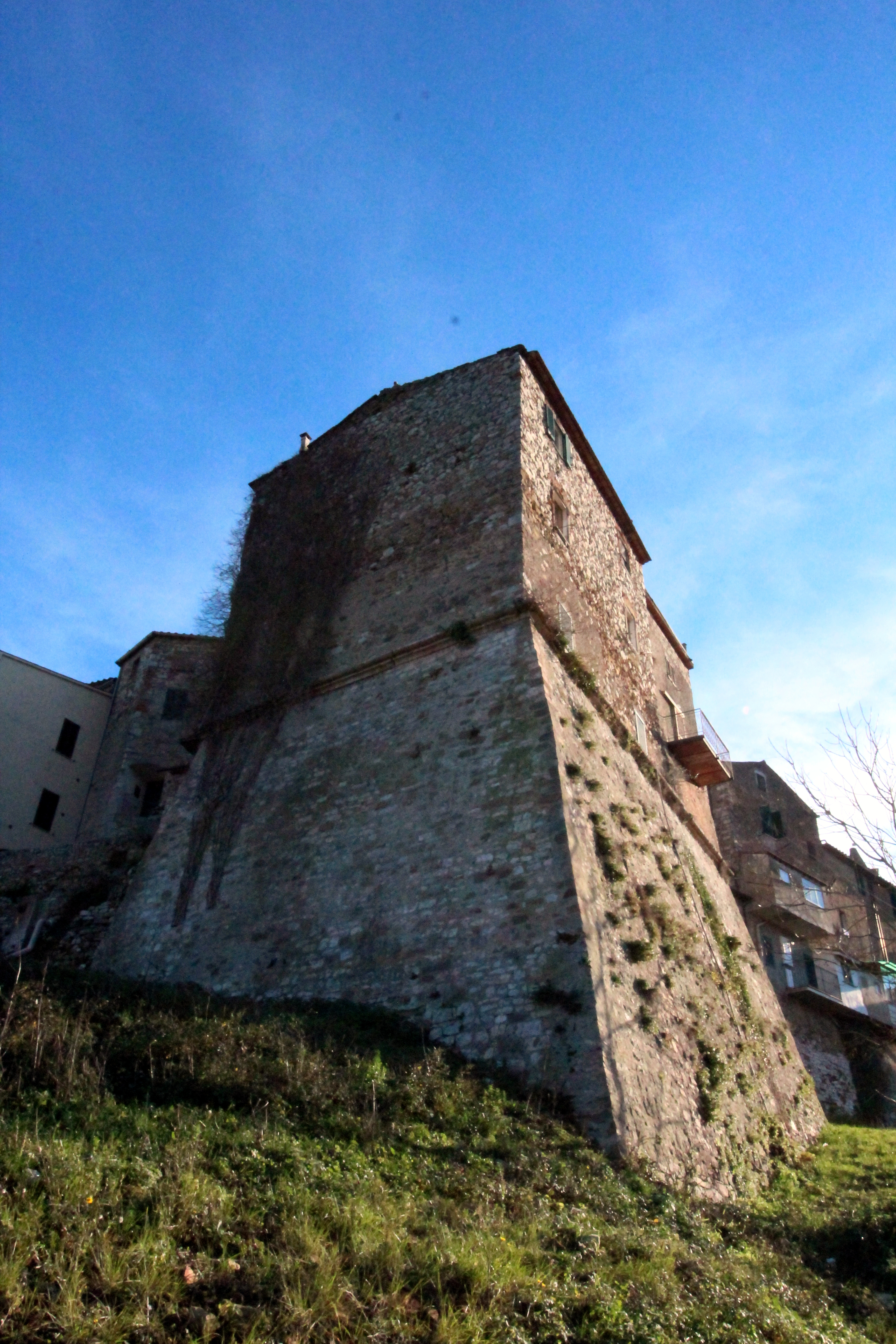
Bastion nord
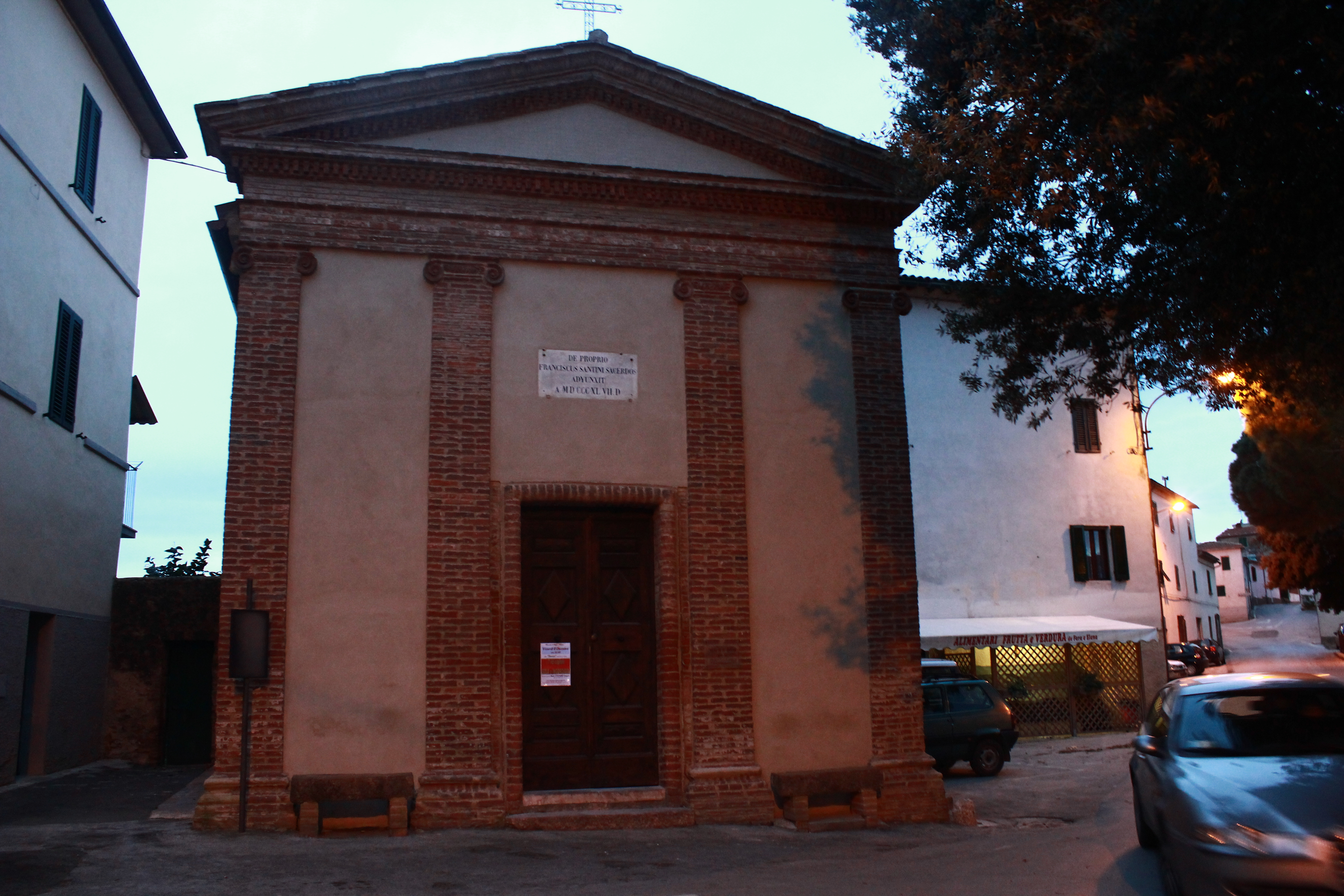
Oratoire de Saint Antoine de Padoue
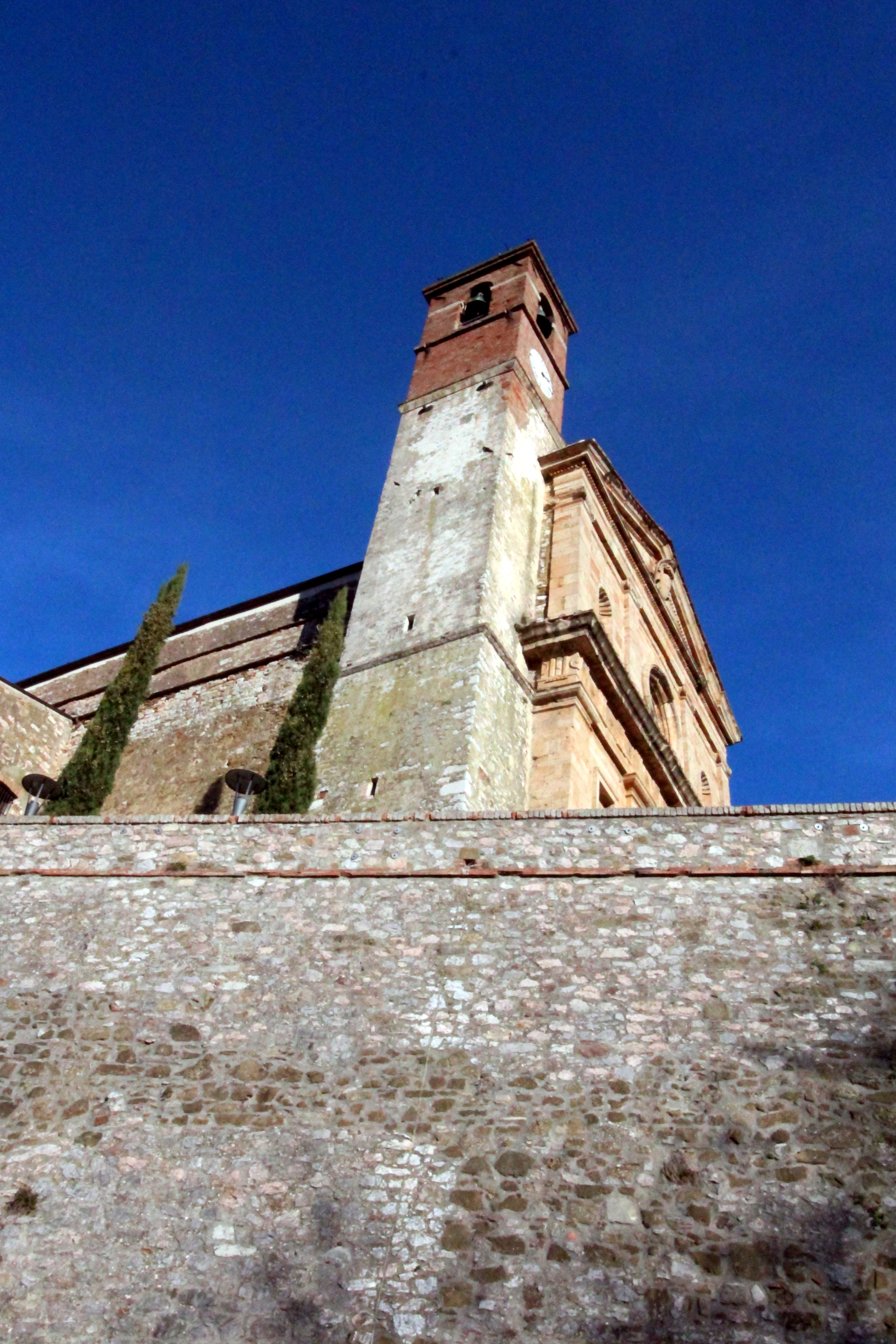
Clocher de San Biagio